# Aladdin (Disneypersonage)
Aladdin is de hoofdpersoon in de tekenfilm Aladdin uit 1992, gemaakt door Walt Disney Pictures. 
Hij wordt verliefd op prinses Jasmine. Zijn tegenstander is de verraderlijke grootvizier Jafar. Aladdins vaste metgezel is het aapje Abu.
Voor de broek van Aladdin baseerde animator Glen Keane zich op de broek van MC Hammer in de clip van U Can't Touch This.

## Acteurs
De Amerikaanse stem van Aladdin werd in de tekenfilm ingesproken door Scott Weinger, terwijl Brad Kane het zanggedeelte deed. In het Nederlands is de stem van Aladdin gedaan door Bart Bosch.
In de musicalversie, die in 2011 in première ging op Broadway, speelde Adam Jacobs Aladdin. Mena Massoud vertolkte de rol van Aladdin in de in 2019 uitgekomen live-action remake. De Nederlandse stem in de live-action film werd ingesproken door Jip Bartels, die tevens ook Aladdin insprak voor de korte film Once Upon a Studio.